# Cualquier bala servirá
Cualquier bala servirá (título original: Any Bullet Will Do) es una película estadounidense de wéstern de 2018, dirigida por Justin Lee, que a su vez la escribió, musicalizada por Jared Forman, en la fotografía estuvo Will Turner y los protagonistas son Kevin Makely, Bruce Davison y Jenny Curtis, entre otros. El filme fue realizado por Papa Octopus Productions y Golden Summit Productions; se estrenó el 4 de septiembre de 2018.

## Sinopsis
Corre el año 1876 en Montana, un cazarrecompensas cruel persigue a su propio hermano por la región Big Sky, con la colaboración de un cazador de pieles.